# 東南極克拉通

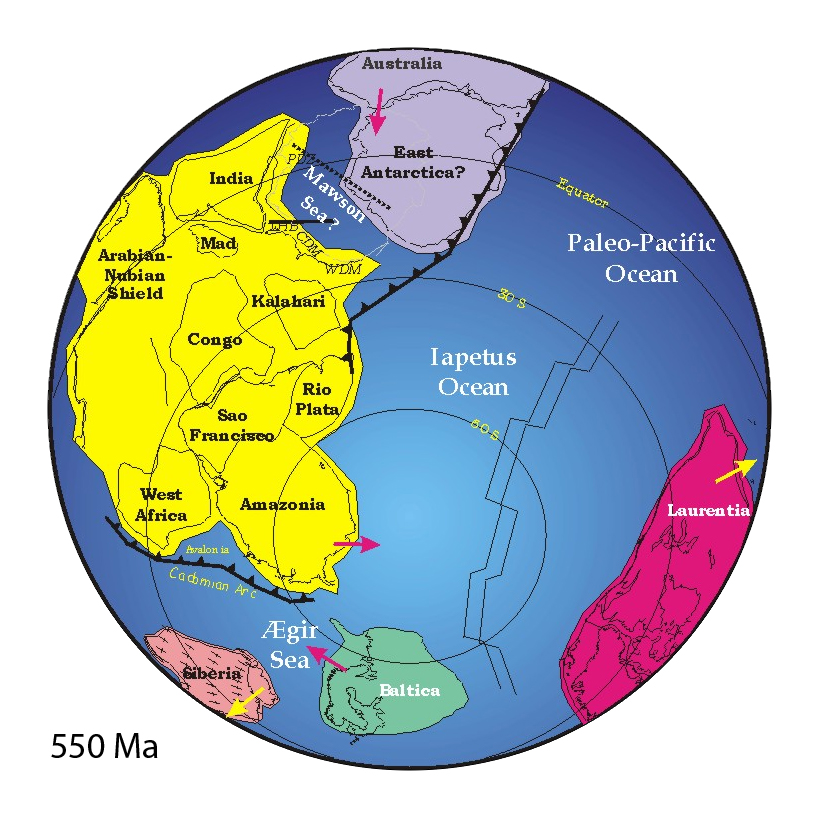
古生代早期東南極克拉通是和澳洲大陸（上方）在一起的

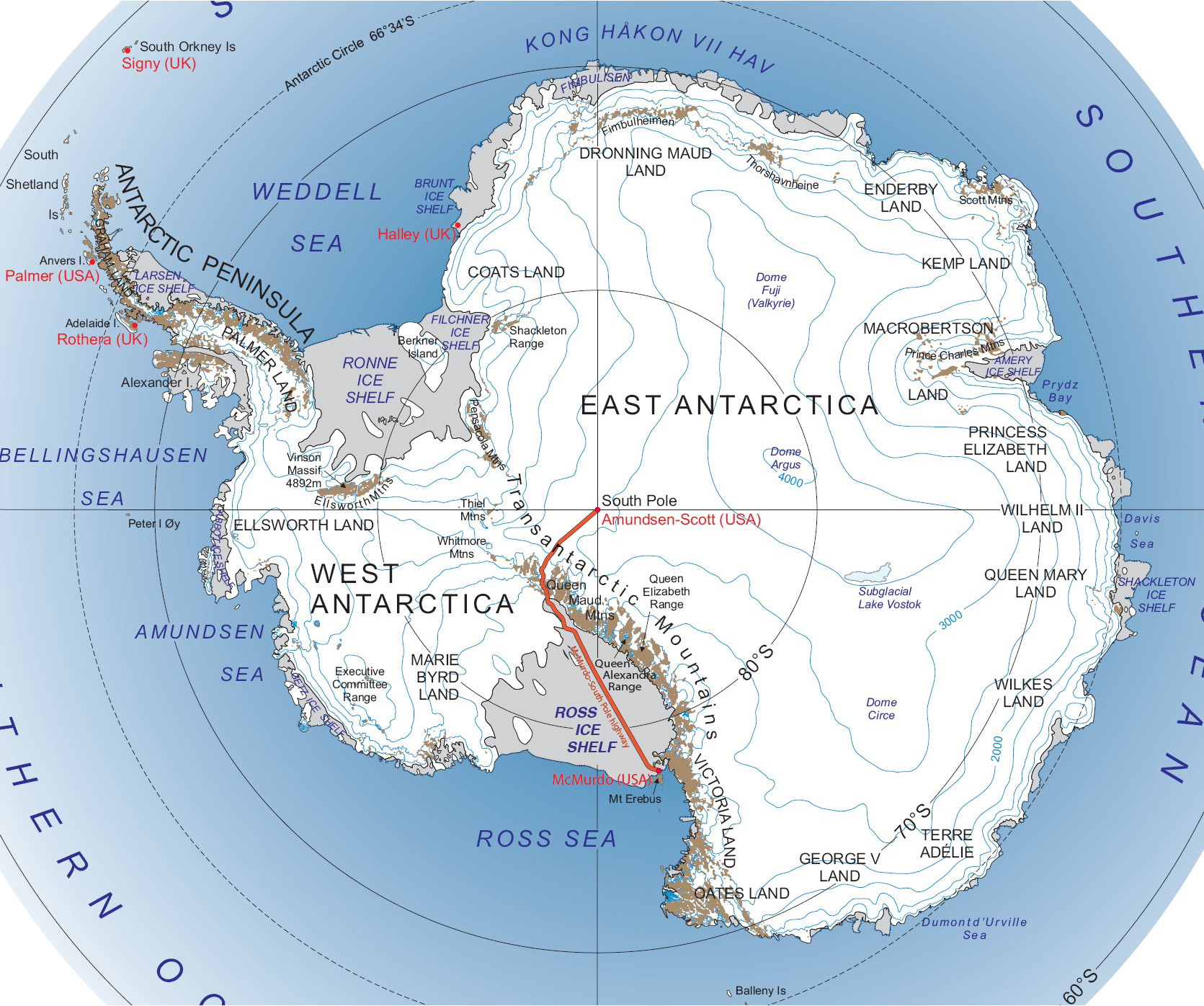
图 1. 被横贯南极山脉分隔的东西南极洲地图

東南極克拉通（英語：East Antarctic craton）是一個古老的克拉通，形成今日南極洲的大部分。其面积有1020万平方公里，占南极洲面积的73%。地盾几乎完全被东南极冰盖覆盖，平均厚度为2200米，某些地方可达4700米。 东南极洲与西南极洲中间被100–300公里宽的横贯南极山脉隔开，从威德尔海到罗斯海有近3500公里长。东南极克拉通于是可以划为内陆广阔的中克拉通（莫森克拉通），以及沿岸的其他边缘克拉通。

## 歷史
18億年前東南極克拉通是妮娜大陸的一部分。在古生代早期東南極克拉通是岡瓦納大陸的一部分；在中生代時從岡瓦納大陸分裂，东部南极洲因此和其他主要的大陸分離。之後從其他大陸分離的陸塊，即今日的西部南极洲和東南極克拉通結合成今日的南極洲。

## 背景
在过去10亿年中，东南极洲从（亚）热带移动到现在位置，整个东南极克拉通都位于南极圈以内。过去7500万年中东南极克拉通的运动相对较少，但在罗迪尼亚大陆、冈瓦纳大陆和盘古大陆的分合中，东南极克拉通在周围板块的排列与运动中发挥了重要作用。由于地盾表面被冰覆盖，无法直接研究，构造史信息主要来自地震和岩芯样本。地质学家利用它们确定存在的岩石类型，用放射性测年法确定年代，根据同位素比例确定古气候，根据地磁变化追踪地盾运动。遗憾的是，只有少数几个地方能直接从基岩中获得数据，由于新元古代末至寒武纪之间的高级变形中的再加工、寒武纪构造的不同覆盖及较年轻的变质沉积岩等因素，中克拉通的裸露区域也会产生误导。不过，已确定东南极克拉通基底为前寒武纪至奥陶纪的火成岩及沉积岩在不同程度上发生了变形和变质，并在构造中至后阶段被花岗岩侵入。基底局部被未变形的泥盆纪至侏罗纪沉积物覆盖，被侏罗纪拉斑质深成岩体和火成岩侵入。对南极地盾结构特征与组成的了解有助于构造史的发展。东南极克拉通的传统地质构造史通常有3阶段：
- ~16亿年前，太古宙到古元古代的多个克拉通
- 13~9亿年前，晚中元古代到早新元古代产生高级活动带，大致沿东南极洲的现代海岸线平行分布
- 新元古代末到奥陶纪（5.5~4.5亿年前）的各级造山运动，位于今日横贯南极山脉的罗斯造山带构造，以及克拉通内大部分的静态热套印。[3]

## 与超大陆的互动

### 罗迪尼亚：11–7.5亿年前
东南极洲由在寒武纪及之前融合的太古宙及元古宙-寒武纪地体组成。在罗迪尼亚大陆时期，澳洲西部和东南极洲被2阶段的Albany-Fraser-Wilkes造山带（13.5~12.6亿年前、12.1~11.4亿年前）及更古老的莫森克拉通连接在一起。据估计，罗迪尼亚大陆大约形成于距今11亿至10亿年前。这时期，从科茨地到风车群岛都发生了构造运动，一般认为是从中元古代末到新元古代初，活动带连续掠过东南极地盾的证据。这一格伦维尔造山运动的所在通常称为魏格纳-莫森活动带，或环东南极活动带，延伸至以前相邻的大陆。毛德省与南非Namaqua-Natal省相关。Rayner复合体和查尔斯王子山脉北部的岩石是印度东高止山脉的延续。最后，邦杰山脉-风车群岛的构造关系与澳洲西部Albany-Fraser造山带十分吻合。这一格伦维尔时期的运动被解释为中南极-南澳洲克拉通（莫森大陆）和组成非洲南部、印度与澳洲西部的大陆之间的缝合带。这运动一直持续到9亿年前，到7.5亿年前时，罗迪尼亚大陆开始断裂，可能是由西劳伦西亚大陆和西澳-东南极之间的赤道洋盆张裂造成的。

### 冈瓦纳大陆：5.5–3.2亿年前

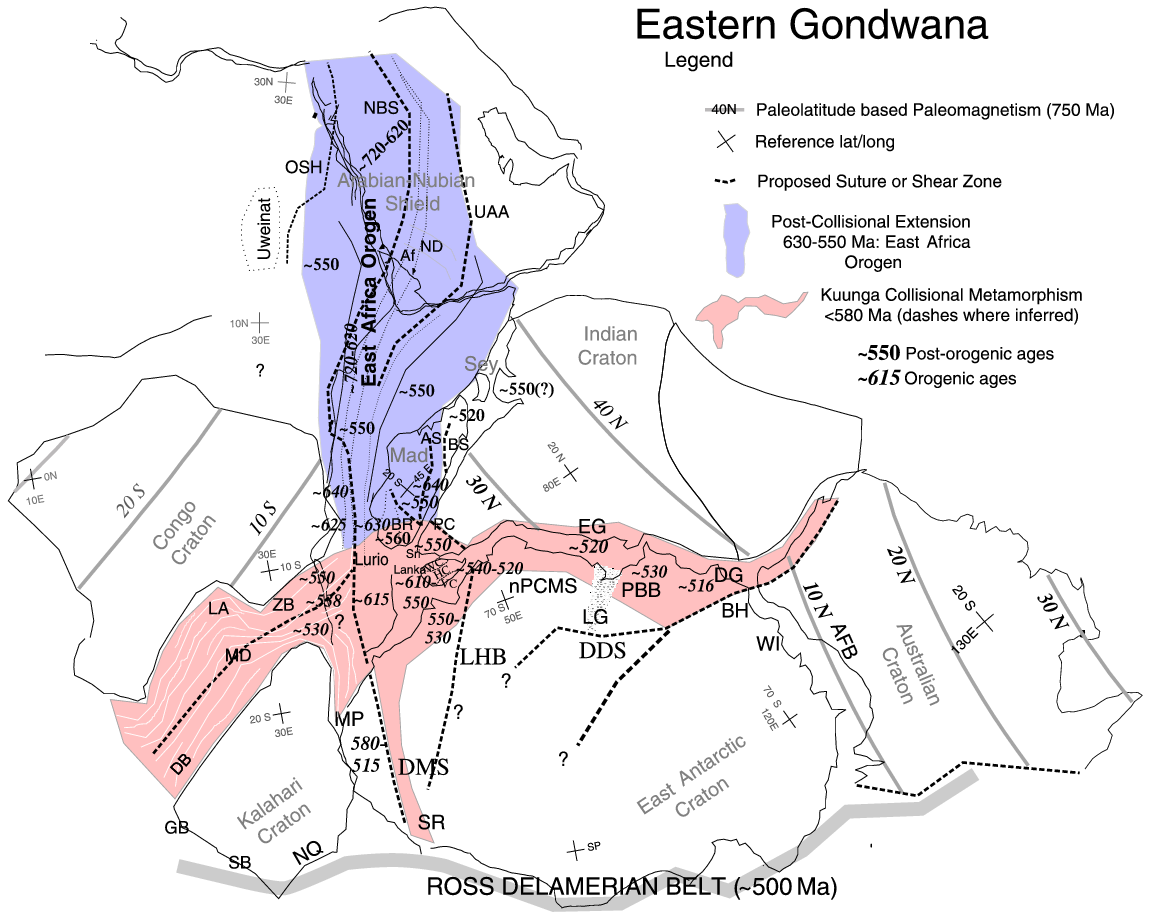
冈瓦纳时期的大陆构造。泛非造山带、Lutzow Holm带、东南极地盾以及与周围板块相互作用造成的许多其他地貌。

由于莫桑比克洋的关闭，东西冈瓦纳发生合并，发生在7~5亿年前，产生了东非造山运动。持续的泛非造山运动是地球史上最壮观的造山运动之一。晚寒武世时，冈瓦纳大陆从极地（非洲西北）延伸到南纬亚热带地区，东南极洲位于热带。使东南极地盾稳定下来的泛非造山运动有两个主要区域：与非洲南部及印度碰撞产生的沙克尔顿山脉和印度之间的广阔区域，以及沿横贯南极山脉分布的罗斯造山带。
罗斯造山带由新元古代到寒武纪的沉积物变形序列组成，位于被动边缘，可能形成于北美从东南极地盾的张裂，随后发生了中低级变形和变质，并在中后期被花岗岩类侵入。东南极洲大约在5.5亿年前开始发生火成与变质作用，变质作用的顶峰出现在5.4~5.35亿年前。这时，东南极洲又形成了两个寒武纪高级活动带，即Lutzow Holm带和Prydz带，构造运动相对同步，且都覆盖了中元古代末到新元古代初（5.5~5.15亿年前）的格伦维尔造山运动时期的火成岩和变质岩。Lutzow Holm带将格伦维尔时期的毛德省与Rayner省隔开，是东非造山带的最南端，从东非延伸到沙克尔顿山脉。在东非造山带，海洋闭合的证据已有充分证实，沙克尔顿山脉的蛇绿岩套也可证明。缝合带两侧的毛德省与Rayner省年代不同，进一步证明了Lutzow Holm带为闭合的大洋。Lutzow Holm带和Prydz带的活动高潮都出现在5.3亿年前，但不能排除两次近乎同时发生的碰撞的可能，说明东南极洲由3片地壳碎片组成，直到寒武纪才结合在一起。

### 盘古大陆：3.2–1.6亿年前

盘古大陆张裂动画

3.2亿年以来，冈瓦纳大陆、劳拉西亚大陆和其间的陆块合并为盘古大陆。盘古大陆的合并主要发生在石炭纪，但在古生代晚期到中生代早期，大陆仍在持续地增加与张裂。盘古大陆在侏罗纪断裂，之前发生了广泛的岩浆活动，包括非洲南部的Karoo洪流玄武岩及岩墙群，还有东南极洲的Ferrar火成岩省。

### 后盘古大陆：1.6亿年前至今
晚侏罗世和早白垩世，东南极地盾开始以快于非洲和南美洲的速度向南移动，导致了威德尔海、里瑟尔-拉森海、莫桑比克盆地和索马里盆地等，冈瓦纳两个陆块之间的海底扩张。在约1.47亿年前的海底扩张开始之前，威德尔海南部经历了漫长的拉伸张裂阶段。在中白垩世，海底扩张从里瑟尔-拉森海向东扩展到东南极洲和印度之间的Endrby盆地。到5000万年前，澳大利亚板块开始快速北移，导致东南极地盾上的洋壳快速增生。澳洲西部和东南极洲之间的相对拉伸始于晚白垩世到第三纪早期，但之间的洋壳主要形成于4500~3000万年前的罗斯海阿达尔海槽。